# Hermann Henrich Meier

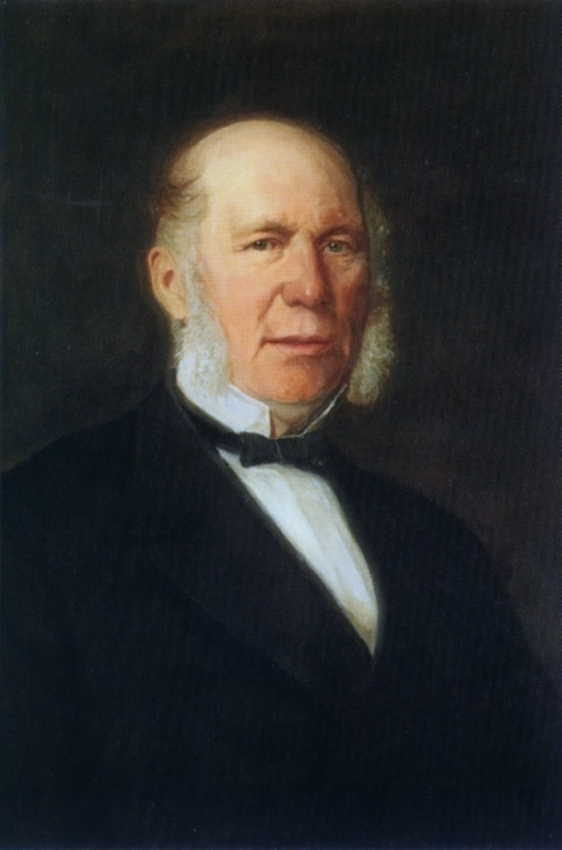
Hermann Henrich Meier

Hermann Henrich Meier (* 16. Oktober 1809 in Bremen; † 17. November 1898 ebenda) war ein deutscher Kaufmann, Reeder und Parlamentarier.

## Leben
Nach seiner Kindheit in Bremen besuchte Meier in Stuttgart ein Gymnasium und ein Internat, bevor er im Alter von 17 Jahren nach Bremen zurückkehrte.
Dort begann er eine fünfjährige kaufmännische Ausbildung in dem Geschäft H. H. Meier & Co, das von seinem gleichnamigen Vater gegründet worden war und nach dessen Tod von Helfrich Adami geführt wurde. Dieser Ausbildung schlossen sich Reisen nach England und in die USA an, wo er das Geschäft seines Onkels in New York besuchte und schließlich als Agent der H. H. Meier & Co nach Boston ging. Bis 1838 erweiterte er die dortige Zweigstelle und wurde erstmals politisch tätig, indem er sich für die Fortsetzung eines Handelsvertrages zwischen den USA und Bremen einsetzte.
Nach seiner erneuten Rückkehr nach Bremen heiratete Meier im Jahr 1843 Katharina Quentell, Tochter des Bremer Konsuls und Reeders Friedrich Leo Quentell. Ab 1844 verfügte er als Mitglied des Bürgerkonvents und seit 1849 der Bremischen Bürgerschaft auch über politischen Einfluss und wurde wenig später Mitglied der Deputation für Bremerhaven und der Deputation zur Förderung der Dampfschifffahrts-Unternehmungen zwischen Bremen und New York. Zudem wurde er 1847 zum schwedisch-norwegischen Konsul ernannt. In den folgenden Jahren war er an zahlreichen bedeutenden Aktivitäten in Bremen maßgeblich beteiligt, so an der Gründung der Bremer Bank 1856 und der Bremer Börse 1864. Durch sein Verhandlungsgeschick bei den späteren Fusionsverhandlungen mit der Dresdner Bank trugen die Filialen der Bremer Bank ihren alten Namen noch bis zum Zusammenschluss der Dresdner Bank mit der Commerzbank im Jahre 2009 weiter. 
Außerdem engagierte er sich für die Deutsche Gesellschaft zur Rettung Schiffbrüchiger, zu deren erstem Vorsitzer er 1865 gewählt wurde. In Erinnerung seiner Verdienste in dieser Funktion ist 1960 der Seenotkreuzer H. H. Meier nach ihm benannt worden.
Ein eigenes Kapitel in Meiers Biographie stellt die Gründung des Norddeutschen Lloyd im Jahr 1857 dar. Nachdem er schon länger Pläne für eine transatlantische Dampferlinie gehegt hatte, traf er mit Eduard Crüsemann zusammen. Die Pläne der beiden Geschäftsleute überschnitten sich, woraufhin sie gemeinsam dieses Schifffahrtsunternehmen gründeten.
Im Jahre 1880 wurde von Meier die Deutsche Petroleum Bor-Gesellschaft mit einem Aktienkapital von 1.200.000 Mark ins Leben gerufen, um die Erdölvorkommen von Oedesse-Edemissen bzw. der späteren Kolonie Ölheim auszubeuten.
Auch auf überregionaler Ebene war Meier politisch tätig. Nachdem er bereits vom 4. April bis 20. Mai 1849 als Nachfolger Johann Albert Dröges den Wahlkreis Bremervörde in der Frankfurter Nationalversammlung vertreten hatte, wurde er 1867 auch für die Nationalliberale Partei im Reichstagswahlkreis Freie Hansestadt Bremen in den Reichstag (Norddeutscher Bund)  gewählt. 1881–1887 saß er im Reichstag (Deutsches Kaiserreich). Er setzte sich hier für die Einrichtung eines Reichspostdampferdienstes nach Ostasien und Australien ein.
Sein Sohn war der gleichnamige Jurist, Kaufmann und Kunstmäzen Hermann Henrich Meier junior (1845–1905).
Meier wurde auf dem Riensberger Friedhof (Grablage: Planquadrat O) in Bremen beigesetzt.

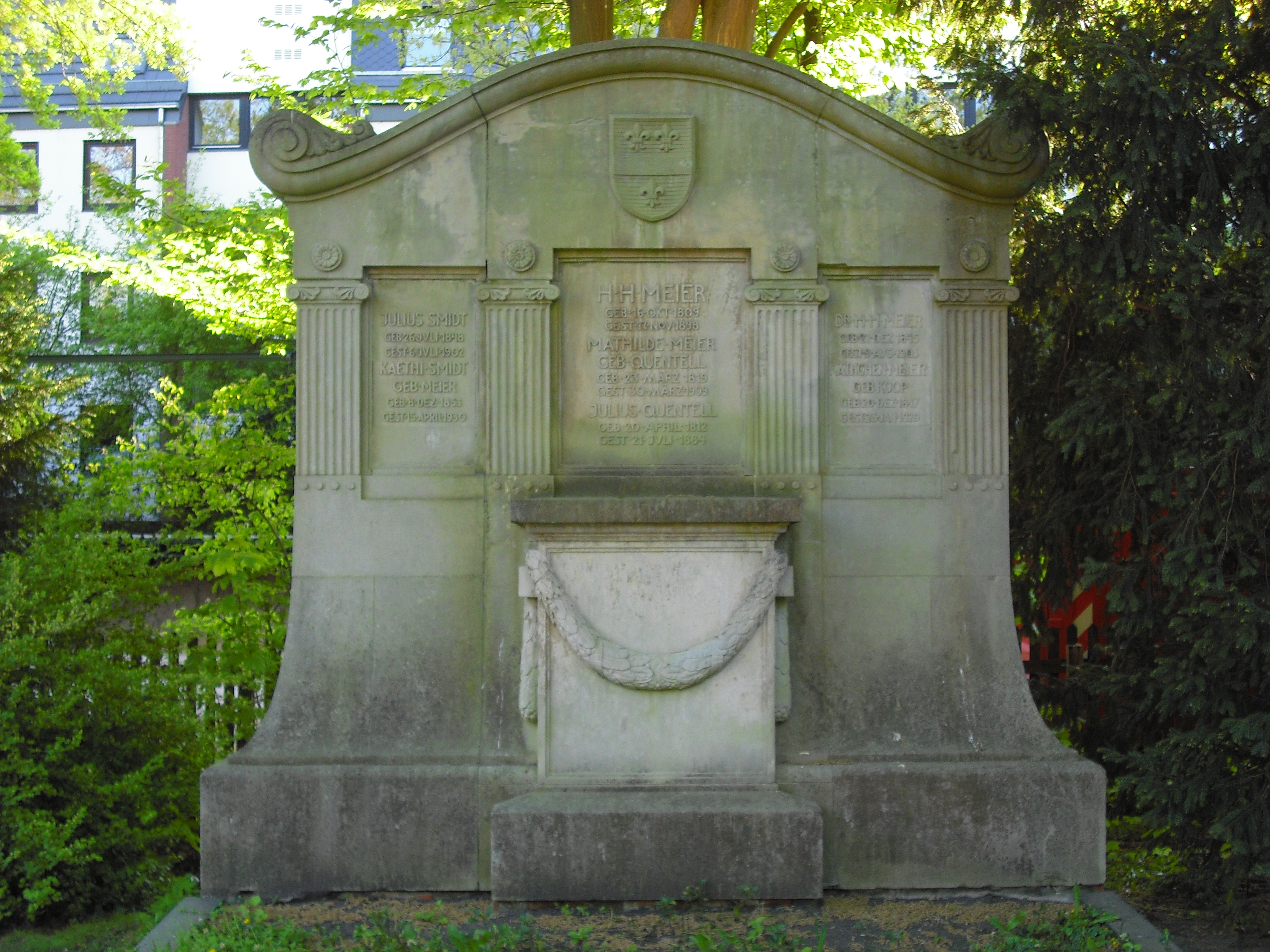
Meiers Grab
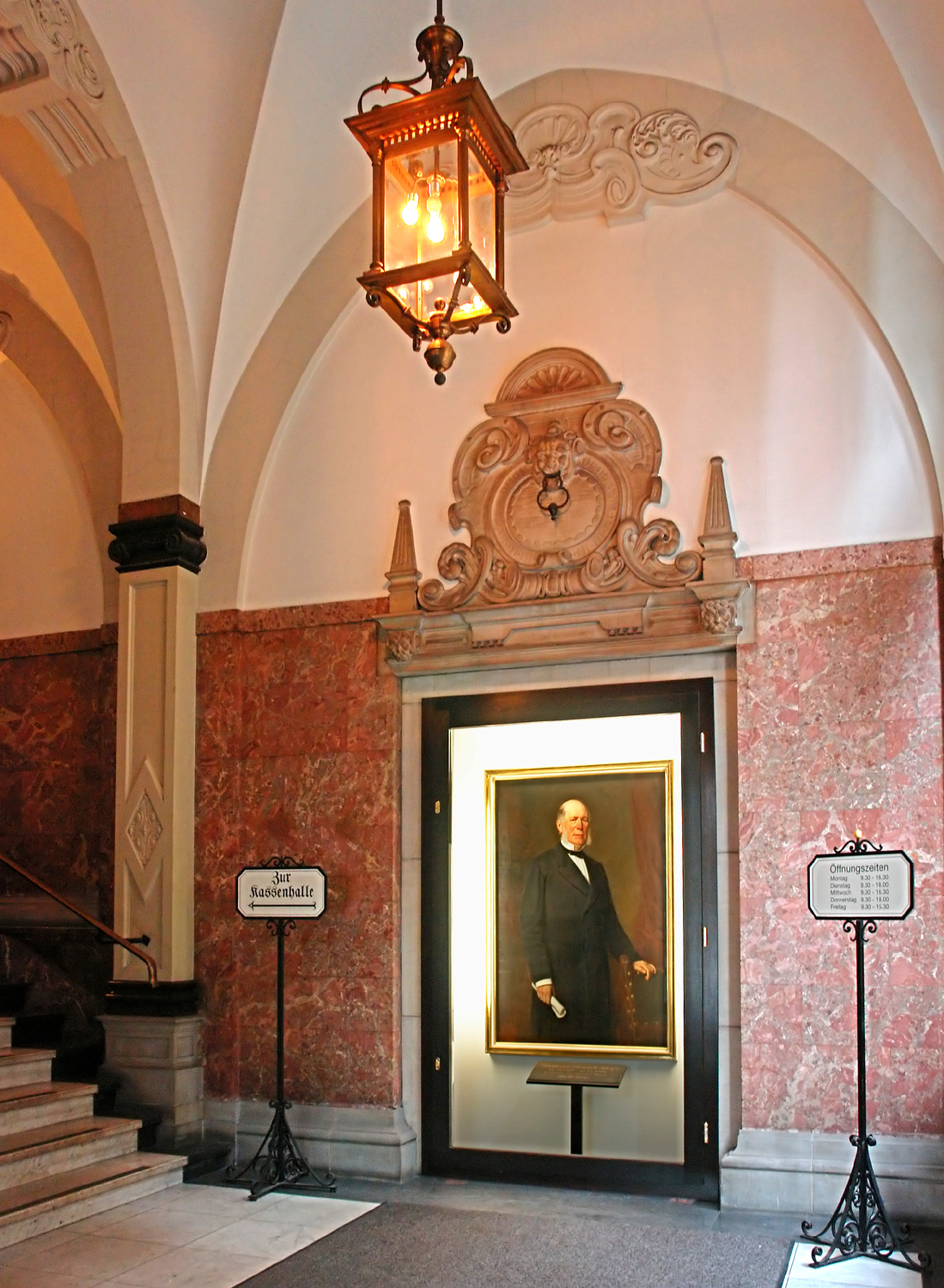
Bremer Bank

## Ehrungen
- Siebte Bremische Ehrenmedaille in Gold (1866)
- H.-H.-Meier-Allee in Schwachhausen
- H.-H.-Meier-Straße in Bremerhaven.
- H. H. Meier, Seenotkreuzer (1960)